# درکان (قرقیزستان)
درکان (به لاتین: Darkan) یک منطقهٔ مسکونی در قرقیزستان است که در استان ایسیق‌کول واقع شده‌است. درکان ۷٬۲۰۸ نفر جمعیت دارد.